# پروومایسکی (شهرستان کیگینسکی، باشقیرستان)
پروومایسکی (انگلیسی: Pervomaysky, Kiginsky District, Republic of Bashkortostan) یک شهرک در شهرستان کیگینسکی استان باشقیرستان کشور روسیه است.